# Грёза (картина Лемпицкой)
«Грёза» (фр. Le rêve), также известная как «Рафаэла на зелёном фоне» (фр. Rafaëla sur Fond vert), — картина польской художницы Тамары Лемпицкой в стиле ар-деко, написанная маслом на холсте. Полотно размером 81 на 60 сантиметров было завершено в 1927 году.

## Описание
На картине Лемпицкой изображена молодая обнажённая женщина с коротко остриженными тёмными волосами. Она лежит на кровати, частично накрытой простынёй, на зелёном фоне. Женщина скрестила руки, укрывая грудь, на её правой руке красуется золотой браслет. Её голова наклонена в сторону, а подбородок мягко покоится на плече, «передавая ощущение убаюкивающей тишины или паузы в деятельности».

## История и анализ
«Грёзу», написанную Лемпицкой в 1927 году в Париже, характеризуют как соблазнительный образ роковой женщины в состоянии покоя. Композиция картины сочетает в себе элементы классического искусства со смелой эстетикой движения ар-деко и «излучает атмосферу чувственности и таинственности, типичную для изысканий Лемпицкой в области женского расширения прав и возможностей и эротизма».
Впервые картина была представлена публике в 1929 году на Международной выставке Карнеги в США под названием «Грёза», хотя её также часто называли «Грёза (Рафаэла на зелёном фоне)», поскольку такое наименование встречается в фотоархивах самой Лемпицкой. Рафаэла, послужившая моделью для картины, была девушкой, с которой художница познакомился в Булонском лесу, районе, известном большим количеством проституток. Рафаэла чаще, чем кто-либо другой, позировала для Лемпицкой в конце 1920-х годов, в частности будучи запечатлённой на шедевре 1927 года «Прекрасная Рафаэла». По мнению Патрика Баде, изображение Рафаэлы «относится к числу наиболее эротичных произведений Лемпицкой, в которых чувствуется влечение художницы к нежному и пышному телу модели».
Элизабет Горайед также отмечает, что чувственное и соблазнительное изображение девушки было призвано очаровать зрителя этой картины. Исследовательница нашла сходство внешности модели Лемпицкой с некоторыми из числа самых популярных голливудских кинозвёзд той эпохи, делая вывод, что художница хотела воплотить в своём полотне стандарты красоты «быстрого и современного общества» 1920-х годов.

## Провенанс
В 2011 году картина Лемпицкой была продана за 8,5 миллионов долларов США на аукционе Sotheby’s в Нью-Йорке, став на то время самой дорогой её работой.